# 무라카미 요스케
무라카미 요스케(일본어: 村上 陽介, 2002년 2월 4일~)는 일본의 축구 선수이다.

## 구단 경력
2024년 J3리그의 오미야 아르디자에 입단하였다. 2024년 J3리그 우승으로 J2리그로 승격하였다.

## 국가대표팀 경력
그는 2019년 FIFA U-17 월드컵에 참가할 일본 U-17 국가대표팀에 발탁되었으며, 2경기에 출전했다.